# Marleen Gordts
Marleen Gordts (Tienen, 21 april 1960) is een Vlaamse voormalige televisiepresentatrice. 

## Carrière
Ze presenteerde een aantal BRT-programma's waaronder het dagelijkse spelletjesprogramma Videomatch, het fotoherkenningsprogramma Kwidam en Camera voor amateurfotografen en -filmmakers. Bekendst was ze als presentator van de jaarlijkse satirische televisieprijzenshow De Gouden Bertjes.
Marleen Gordts behaalde in 1984 haar licentiaat communicatiewetenschappen aan de Katholieke Universiteit Leuven. Van 1984 tot 1996 was ze aan de BRT verbonden, naast redactieopdrachten voor Flair en een functie als medewerker bij de Koninklijke Belgische Atletiek Bond en de Memorial Van Damme. Later lanceerde ze zich als onafhankelijk producent, voornamelijk in de sector van de reclamespots.
In 1990 speelde Marlène de Gordts in het internationaal bekroonde satirische Radio 1 programma De Autonome Prefectuur van Geert Hoste
In de week van 16 april 2012 nam ze deel aan het populaire VT4-programma Komen Eten.
Ze is momenteel intendant in het vijfde chirohuis De Hagaard in Overijse.

## Privé
Ze is gehuwd en moeder van vier kinderen.